# ご契約ください!
『ご契約ください!』（ごけいやくください）は、東屋めめによる日本の4コマ漫画。

## 作品概要
企業向けにあらゆるものを売り付ける腕利きセールスレディ・吉田晴海と、余計なものばかり買わされる松野産業の若手社長・松野の攻防戦を描いた4コマギャグ漫画作品。奇想天外な営業手段が次々と登場するのが特徴。
『まんがライフオリジナル』（竹書房）にて2006年6月号にゲスト掲載された後、11月号より短期連載・2007年2月号 - 2011年4月号まで連載。作者のデビュー作であり、初の連載作品・初の単行本化作品である。

## 登場人物
吉田晴海（よしだ はるみ）
「起業から倒産まで」をサポートするオフィス向け総合サポート会社の営業ウーマン。しかし取り扱っている商品は、お見合いパーティーなど明らかにオフィス向けを逸脱した怪しいものも少なくない。神出鬼没であらゆる手を使い強引に営業を結ぶ豪腕の持ち主。「お得意先」と睨んだ松野産業に入り浸り、隙あらばセールスに励む。
仕事が趣味のようなタイプであり、私生活では「片付けられない女」である。
松野（まつの）
零細企業「松野産業」の二代目若社長。30代独身。お人好しな性格を吉田につけ込まれ、どんなに断ろうと決意しても毎回ハンコを押してしまう羽目になる。

## 単行本
東屋めめ『ご契約ください!』 竹書房〈バンブー・コミックス〉、全3巻。
1. 2008年5月27日発売 ISBN 978-4-8124-6833-3
2. 2009年11月17日発売 [1] ISBN 978-4-8124-7189-0
3. 2011年3月26日発売 [2] ISBN 978-4-8124-7527-0